# Lophodermium petiolicola
Lophodermium petiolicola är en svampart som beskrevs av Fuckel 1870. Lophodermium petiolicola ingår i släktet Lophodermium och familjen Rhytismataceae.  Arten är reproducerande i Sverige. Inga underarter finns listade i Catalogue of Life.